# Microlyces
Microlyces là một chi bướm đêm thuộc họ Geometridae.